# Jacqueline Mazarella
Jacqueline Mazarella, OBE (Nashville, 11 de junho de 1968) é uma atriz norte-americana, conhecida pelo seu papel em Everybody Hates Chris  como Senhorita Morello.

## Filmografia

### No Cinema
| Ano  | Título                                               | Personagem          | Notas |
| ---- | ---------------------------------------------------- | ------------------- | ----- |
| 1994 | The Search for One-eye Jimmy                         | —                   |       |
| 2010 | Our Family Wedding                                   | —                   |       |
| 2011 | The Roommate                                         | Professora Jacobs   |       |
| 2014 | Jersey Boys                                          | —                   |       |
| 2014 | The Oversharer: Hemorrhoids, STD's and Peanut Butter | —                   |       |
| 2017 | The Bachelors                                        | Nancy Abernac       |       |
| 2019 | Professor Shonku O El Dorado                         | Professor Rodriguez |       |

### Na Televisão
| Ano       | Título                         | Personagem           | Notas                   |
| --------- | ------------------------------ | -------------------- | ----------------------- |
| 2003      | Law & Order: Criminal Intent   | Lisa Russo           | Episódio: "The Monster" |
| 2005      | Criminal Minds                 | Robin Dunken         | Episódio: "The Fox"     |
| 2005-2009 | Everybody Hates Chris          | Srta. Vivian Morello | 49 Episódios            |
| 2012      | BlackBoxTV                     | —                    |                         |
| 2010-2012 | Are We There Yet? (telessérie) | Jackie               | 11 Episódios            |
| 2013      | The Young and the Restless     | Eleonor              | Episodio #1.10192       |
| 2014      | The Arsenio Hall Show          | —                    |                         |
| 2014-2017 | The Oversharer                 | —                    | 9 Episódios             |
| 2017      | Fresh Off the Boat             | Administradora       | Episódio: "This Is Us"  |
| 2018      | Jane the Virgin                | —                    |                         |
| 2019      | The Morning Show               | Trish Marino         |                         |